# Перовский, Евгений Иосифович
Евге́ний Ио́сифович Перо́вский (1890/91 — 1968) — советский педагог, доктор педагогических наук (1962), профессор (1963). Среди его трудов — монография «Методическое построение и язык учебника для средней школы» (1955).

## Биография
Родился 29 декабря 1890 года (10 января 1891 года по новому стилю).
В 1918 году окончил словесно-историческое отделение Московского учительского института, одновременно слушал лекции в народном университете им. Шанявского. Педагогическую деятельность начал ещё в 1910 году в Прокоповской земской школы Московской губернии. В 1921—1923 годах был заведующим Сызранским педагогическим техникумом, в 1924—1929 годах вел преподавательскую и организационно-педагогическую работу в Тверской и Саратовской областях.
С 1930 года П. Н. Перовский жил и работал в Москве. Работал в Госиздате, являлся членом Государственного ученого совета Наркомпроса РСФСР. Затем работал в научно-педагогических учреждениях Москвы и Саратовской области. С 1944 года Перовский трудился в Академии педагогических наук СССР: в 1944—1949 и 1955—1967 годах — в НИИ теории и истории педагогики, в 1949—1955 годах — в НИИ методов обучения; в 1945—1947 годах был учёным секретарем комиссии по подготовке педагогической энциклопедии.
Жил в Москве на улице Адмирала Макарова, 33. Умер 12 ноября 1968 года в Москве. Похоронен на Донском кладбище.